# Lola B10/30
Lola B10/30 lub Lola MB-01 – samochód Formuły 1 zbudowany przez Lola Cars, który miał być używany w sezonie 2010, a następnie 2011. Nigdy nie wziął udziału w wyścigu.

## Historia
Zespół Lola Cars w 2009 roku został zgłoszony do udziału w sezonie 2010, jednak jego aplikacja została odrzucona, a na jego miejsce zostały przyjęte US F1 Team, Campos Meta Team oraz Manor Grand Prix. Lola Cars ujawniła swój projekt bolidu we wrześniu 2009 roku z okazji 1000 km Silverstone, podczas dni otwartych w fabryce w Huntingdon. Ze względu na odrzucenie aplikacji na 2010, Lola przygotowywała bolid na sezon 2011. Jego model w skali 50% był testowany przez 10 dni w tunelu aerodynamicznym. Bolid miał używać silnika Cosworth CA-V8. Niektóre jego elementy wyglądają na nieskomplikowane m.in. przednie skrzydło.